# 潮汐基金會
潮汐基金会（Tides Foundation）是一家美国慈善组织，該組織關注环境、医疗保健、劳工问题、移民权利、LGBT+权利、妇女权利和人权等领域的事业和政策。它于1976年在美國旧金山成立  :265。潮汐基金會會将匿名捐赠者的资金分配给其他组织，这些组织通常在政治上支持自由主义。

## 外部鏈接
- 官方网站